# José María Franco Gutiérrez
 José María Franco Gutiérrez (Huelva, 1939-fallecido el 26 de abril de 2016) fue un pintor español paisajista.

## Biografía
Hijo y padre de artistas, hermano de Esperanza Franco Gutiérrez. En su adolescencia fue discípulo del paisajista Pedro Gómez, en el Taller de San Cristóbal de Huelva, que el pintor compartía con el escultor León Ortega, donde se empapó de un profundo conocimiento pictórico y de la pasión por el paisaje y la luz. Su relación personal y artística con el pintor Daniel Vázquez Díaz es muy importante en su formación pictórica, pero es el conocimiento de Gustavo Bacarisas y sus paseos por la sierra onubense lo que afianza en José María Franco su pasión por el paisaje, convirtiéndose en uno de sus más respetados cultivadores. Su estancia en Ayamonte consolidará su interés por la luz. Estudia Bellas Artes en Sevilla y luego ejerce la docencia.

## Obra
Gran conocedor de las técnicas pictóricas, cultivó diversas disciplinas como el cartelismo, el grabado, el pergamino o la pintura mural, como la ejecutada en la bóveda del Santuario de la Virgen de la Cinta, en Huelva.
Su obra se cuelga en museos y colecciones particulares como el Museo Bellas Artes de Huelva, Trinity College de Leeds, Casa Museo Juan Ramón Jiménez de Moguer, Fundación Blas Infante, Universidad Hispalense, Universidad de Huelva, Museo Vázquez Díaz, Fundaçao Joao Alberto Faria, Portugal
Tiene una importante producción como ilustrador en importantes publicaciones pictóricas y literarias:
- Escritos sobre Juan Goytisolo. IEA. Almería.
- José Mª Izquierdo, 1886-1922.
- Lievas.
- Sepancuántos, en colaboración con el escritor Manuel Garrido Palacios.
- Las Fuentes de Sevilla. Sevilla, 1992, Libro de acuarelas. Galardón del Ministerio de Cultura en 1992.
- Sitios del agua. Aracena, 2001, Libro de acuarelas en colaboración con el poeta Manuel Moya.
- Certas coisas nos sorpreendem. Fundación J. A. Faria de Arruda dos Vinhos, 2006.

## Exposiciones Individuales
- Palacio Municipal de Huelva. 1958.
- Galería Montenegro. 1959
- Galería Toisón. Madrid. 1962.
- Galería Caja Provincial Ahorros. Huelva. 1967.
- Casa de Cultura. Huelva. 1975.
- Galería Caja Provincial Ahorros. Huelva. 1982.
- Diputación de Huelva. 1983.
- Galería Álvaro. Sevilla. 1985.
- Galería Banco de Bilbao. 1986.
- Antológica. Ayuntamiento de Moguer. 1987.
- Caja de Ahorros Huelva-Sevilla. 1992.